# II конная когорта римских граждан аквитанов
II конная когорта римских граждан аквитанов (лат. Cohors II Aquitanorum equitata civium Romanorum) — вспомогательное подразделение армии Древнего Рима.
Данное подразделение было основано в правление императора Октавиана Августа из жителей Аквитании в период после 26 года до н. э. Оно было также известно под названием II когорта битуригов. Это указывает на то, что когорта, по всей видимости, изначально имела смешанный состав и состояла из аквитанов и битуригов (битуриги проживали на территории Аквитании). Изначально когорта, предположительно, дислоцировалась на рейнской границе. Она впервые появляется в датируемой эпиграфической надписи в Верхней Германии в 82 году. Не позднее 116 года подразделение было переброшено в Рецию. Оно все ещё находилось в этой провинции в 166 году, к которому относится последняя датируемая надпись с её упоминанием. Точное место, где располагался лагерь когорты в Реции неизвестно.
Название «civium Romanorum» впервые появляется в надписи от 116 года. Этим почетным титулом император обычно награждал воинские подразделения за проявленную доблесть. Награда включала в себя предоставление римского гражданства всем бойцам когорты, но не для последующих новобранцев. Подразделение, однако, сохраняет престижный титул на неограниченный срок.